# طوبين زبابي متكافئ الأسنان
الطوبين الزبابي المتكافئ الأسنان (Uropsilus aequodonenia) هو نوع من الثدييات يتبع فصيلة الطوبينيات. يستوطن مقاطعة سيتشوان في الصين. يتميز بوجود تسعة أسنان في الصف أعلاه وتسعة أسنان في الصف السفلي. تشير البيانات إلى أن هذا هو التصنيف الشقيق للطوبين الزبابي لأندرسون (U. andersoni). اسمه المحدد، aequodonenia، يعني "أسنان متكافئة" باللاتينية. 